# Condado de Bracken
O Condado de Bracken é um dos 120 condados do estado americano de Kentucky. A sede do condado é Brooksville, e sua maior cidade é Augusta. O condado possui uma área de 541 km² (dos quais 15 km² estão cobertos por água), uma população de 8 279 habitantes, e uma densidade populacional de 16 hab/km² (segundo o censo nacional de 2000). O condado foi fundado em 1796.